# Аглер, Брайан
Брайан Аглер (англ. Brian Agler; род. 2 августа 1958, Огайо) — американский баскетбольный тренер. Двукратный чемпион АБЛ с клубом «Коламбус Квест», двукратный чемпион ВНБА с клубами «Сиэтл Шторм» (2010) и «Лос-Анджелес Спаркс» (2016); первый (и единственный по состоянию на 2022 год) тренер ВНБА, выигравший этот турнир с двумя разными командами. Признавался тренером года АБЛ в 1996/1997 и тренером года ВНБА в 2010 году.

## Биография

### Игровая карьера
Брайан Аглер родился в Огайо (по одним источникам в Уилмингтоне, по другим — в Проспекте) в 1958 году. Окончив в 1976 году среднюю школу в Марионе, Аглер поступил в Виттенбергский университет в Спрингфилде, где стал ведущим игроком университетской баскетбольной сборной. Уже в первый год учёбы Аглер, игравший на позиции пойнт-гарда, стал постоянным игроком стартовой пятёрки в сборной своего вуза и завоевал звание самого ценного игрока Спортивной конференции Огайо. По итогам сезона сборная Виттенбергского университета единственный раз за свою историю стала чемпионом III дивизиона NCAA. Аглер продолжал выступать за сборную университета и в следующие три года. Всего за это время он сыграл за команду 112 матчей (91 победа при 21 поражении), во всех выходя на площадку в стартовой пятёрке, набрал 1243 очка и сделал 481 результативную передачу — последний показатель остаётся рекордом Виттенбергского университета. В последний год учёбы Аглер был снова признан самым ценным игроком конференции, а также включён в символическую первую сборную любителей Северной Америки.
Окончив университет в 1980 году со степенью в специальной педагогике и физическому воспитанию, Аглер на год отправился в Европу, где выступал как профессиональный баскетболист, однако затем вернулся в США, чтобы начать тренерскую карьеру.

### Тренер студенческих сборных
Первой работой Аглера на тренерском поприще стала должность помощника тренера в Мюлленберг-колледже в Пенсильвании. В 1984 году он стал главным тренером женской сборной Сельскохозяйственно-технического младшего колледжа Юго-Восточной Оклахомы. Там Аглер оставался до 1988 года, за это время выиграв с командой 124 матча при 42 поражениях; при этом в сезоне 1985/1986 его команда занимала второе место в национальной иерархии, выиграв 30 матчей и проиграв только 2. В 1985 году Аглер закончил Питтсбургский университет, став магистром педагогики.
В 1988 году Аглер сменил вуз, перейдя на должность главного тренера женской сборной Университета Миссури в Канзас-Сити, выступающей в I дивизионе NCAA. Свой первый сезон с командой он закончил с отрицательным балансом побед и поражений (9-16), но каждый из последующих четырёх сезонов одерживал с нею не менее 17 побед, в общей сложности одержав 85 побед при 54 поражениях. С 1990/1991 по 1992/1993 год команда Университета Миссури, возглавляемая Аглером, трижды подряд пропускала наименьшее количество мячей в NCAA, а в первом из этих трёх сезонов установила абсолютный рекорд за всю историю лиги — 51,8 пропущенных очков за матч. В 1993 году Аглер расстался с Университетом Миссури, перейдя в другой вуз, выступавший в I дивизионе — Университет штата Канзас, с женской командой которого работал три года. К моменту окончания работы в этом вузе он провёл 15 сезонов в роли тренера студенческих сборных, из них 13 лет в качестве главного тренера с балансом побед и поражений 248—135 (64,8 % побед).

### Тренер профессиональных клубов
В 1996 году, вследствие оживления интереса к женскому баскетболу в США на волне успеха местной олимпийской сборной, в стране были сформированы две профессиональные женские баскетбольные лиги — Женская национальная баскетбольная ассоциация (ВНБА) и Американская баскетбольная лига (АБЛ). Один из клубов последней — «Коламбус Квест» — базировался всего в 30 милях от мест, где прошло детство Аглера. Когда ему было предложено место главного тренера новой команды, Аглер, в это время растивший двух маленьких детей, принял это предложение — по его собственным словам, одной из причин была близость к семье.
Хотя «Коламбус» заключил контракт с олимпийской чемпионкой Никки Маккрей и чемпионкой NCAA 1993 года Кэти Смит, предсезонные оценки не указывали на то, что клуб станет лидером новой лиги. Результаты намного превзошли ожидания — «Коламбус» одержал в регулярном сезоне 31 победу при 9 поражениях, опередив ближайшего соперника в конференции на 10 очков. В финале плей-офф команда Аглера обыграла «Ричмонд Рейдж», став первым чемпионом АБЛ, а сам Аглер был признан тренером года в этой лиге. В следующем сезоне, несмотря на уход Маккрей в ВНБА, «Коламбус» выступил ещё сильней, одержав 36 побед при 8 поражениях и опередив на 9 очков ближайшего соперника во всей лиге. В финальной серии команда Аглера проиграла первые два матча, но затем выиграла три подряд, во второй раз подряд став чемпионом АБЛ.
К этому моменту, однако, было ясно, что АБЛ проигрывает борьбу за зрителя женской НБА, и 8 ноября 1998 года Аглер (в общей сложности к этому моменту одержавший с «Коламбусом» 82 победы при 22 поражениях) принял предложение занять пост главного тренера и генерального менеджера «Миннесота Линкс» — клуба, только что присоединившегося к ВНБА; АБЛ была распущена всего через месяц после этого. Пять спортсменок «Коламбуса», в том числе Кэти Смит, присоединились к новой команде Аглера. Закончив первые два сезона в женской НБА с одинаковым балансом 15-17, «Миннесота» на третий год начала играть хуже из-за травм, и в июле 2002 года Аглера сменила на посту главного тренера его бывшая помощница Хейди Вандервер.
2003 год Аглер провёл в качестве скаута, работая на клубы из Кливленда и Финикса, а в 2004 году принял предложение присоединиться к тренерской бригаде Керри Графа, возглавлявшего выступающую в женской НБА команд «Финикс Меркури». После года с «Финиксом» Аглер перешёл на должность помощника Дэна Хьюза — главного тренера в «Сан-Антонио Силвер Старз». Клуб переживал коренную перестройку после двух подряд неудачных сезонов (баланс побед и поражений 21-47 при трёх разных главных тренерах). Подписав нескольких сильных игроков, Хьюз при помощи Аглера сумел в сезоне 2007 года одержать с «Сан-Антонио» 20 побед и стать тренером года ВНБА. В течение этого сезона Аглер семь игр выполнял обязанности главного тренера, пока Хьюз восстанавливался после операции, и одержал победы в шести из них. После этого Хьюз рекомендовал его на вакантную должность главного тренера ещё одного клуба женской НБА — «Сиэтл Шторм».
В первые два года с «Сиэтлом» Аглер одержал с командой соответственно 22 и 20 побед. Третий сезон стал пиком в его работе с этим клубом — «Шторм» закончил регулярный сезон с балансом 28-6, а затем выиграл все семь матчей плей-офф, став чемпионом женской НБА. По итогам сезона Аглер был назван тренером года женской НБА. По ходу сезона 2012 года, одержав со «Штормом» свою 212-ю победу в женских профессиональных лигах, Аглер обошёл Вана Ченселлора в гонке тренеров женской НБА с наибольшим количеством побед.
Аглер тренировал «Сиэтл» до 1914 года, одержав за это время 136 побед при 102 поражениях (57,1 % побед) и шесть раз подряд с 2008 по 2013 год выводя команду в плей-офф. Однако в 2014 году «Шторм», выступавший без своих ведущих звёзд — центровой Лорен Джексон и разыгрывающего защитника Сью Бёрд, — в первый раз за 10 сезонов не пробился в плей-офф. В итоге в межсезонье Аглер перешёл на пост главного тренера клуба «Лос-Анджелес Спаркс», который также провёл сезон 2014 года неудачно, едва не распавшись ещё до его начала из-за ухода спонсора, а в середине расставшись с предыдущим главным тренером — Кэрол Росс. В качестве тренера «Спаркс» Аглер снова показывал с командой хорошие результаты, в первые три сезона с командой трижды выходя в плей-офф, а в 2016 году приведя её к званию чемпионов женской НБА. Он стал первым в истории ВНБА тренером, завоёвывавшим чемпионский титул с двумя разными клубами. По окончании работы со «Спаркс» Аглер с 2018 года два сезона тренировал «Даллас Уингз», но с этим клубом не сумел добиться успехов, дважды подряд не попав в плей-офф. После этого стороны договорились о прекращении сотрудничества.
В 1995 году имя Брайана Аглера было включено в списки Зала спортивной славы Виттенбергского университета, а в 2014 году — в списки Зала славы баскетбола Огайо.

## Семья
Брайан Аглер женат; со своей будущей женой Робин он познакомился, тренируя сборную колледжа Юго-Восточной Оклахомы, и после полугода ухаживаний они поженились в 1988 году. В семье двое детей — сын Брайс и дочь Тейлор. Брайс, как и его отец, играл в сборной колледжа на позиции разыгрывающего защитника, а в дальнейшем стал баскетбольным тренером, был помощником отца в «Лос-Анджелес Спаркс». Тейлор Аглер также занимается баскетболом и с первого года учёбы в Индианском университете была разыгрывающим защитником стартовой пятёрки университетской сборной, выступавшей в I дивизионе NCAA. Тейлор установила новый рекорд вуза среди первокурсниц, выходя в стартовом составе в 34 играх и сделав за сезон 49 результативных трёхочковых бросков.